# فابيان أونيل
فابيان ألبرتو أونيل دومينغيز (بالإسبانية: Fabián O'Neill؛ مواليد 14 أكتوبر 1973 في باسو دي لوس توروس) هو لاعب كرة قدم أوروغوياني دولي سابق كان يلعب كلاعب وسط. اعتزل اللعب عام 2003 مع نادي ناسيونال. سبق له أن لعب في كأس العالم لكرة القدم مع منتخب بلاده. بدأ مسيرته الرياضية عام 1992 مع نادي ناسيونال.

## مسيرته الكروية
لعب فابيان أونيل خلال مسيرته الاحترافية مع 4 أندية في أربعة عشر موسمًا وسجل خلالها 28 هدفًا ضمن 211 مباراة. ولم يفز بأي موسم بالكأس وفاز في موسمين بالدوري.
خاض فابيان أونيل مسيرته مع نادي ناسيونال مونتيفيديو في موسم 1992 في المرة الأولى ليلعب معه أربعة مواسم ثم ما بين عامي 2003 و 2004 لمدة موسم واحد، مشاركًا طوالها في 68 مباراة سجل خلالها 15 هدفًا. ثم انتقل إلى نادي كالياري في موسم 1995–96 في المرة الأولى ليلعب معه خمسة مواسم ثم في موسم 2002–03 لمدة موسم واحد، حيث شارك طوالها في 120 مباراة سجل خلالها 12 هدفًا. لينتقل بعدها إلى نادي يوفنتوس في موسم 2000–01 ولمدة موسمين، مشاركًا في 14 مباراة ولم يسجل أي هدف. ثم انتقل إلى نادي بيروجيا في موسم 2001–02 لمدة موسم واحد، مشاركًا في 9 مباريات سجل خلالها هدفًا واحدًا.

## روابط خارجية
- فابيان أونيل على موقع الاتحاد الدولي (مؤرشف)  (الإنجليزية)
- فابيان أونيل على موقع قاعدة بيانات كرة القدم.إي يو (الإنجليزية)
- فابيان أونيل على موقع ناشيونال فوتبول تيمز (الإنجليزية)
- فابيان أونيل على موقع عالم كرة القدم.نت (الإنجليزية)